# Kilburn Park (metrostation)
Kilburn Park is een metrostation van de metro van Londen aan de Bakerloo Line tussen Queen's Park en Maida Vale. Het station, dat in 1915 is geopend, ligt in de gemeente Kilburn.

## Geschiedenis
In 1899 lag er een plan voor de North West London Railway (NWLR) die onder andere de buurten tussen Edgware Road en Kilburn, waaronder Maida Vale, zou bedienen. NWLR kreeg de bekostiging niet rond en in 1908 kwam ze samen met de BS&WR, de latere Bakerloo Line, met een alternatief voorstel om ook Paddington aan te sluiten. Dit voorstel werd afgewezen en de BS&WR kreeg in 1911 toestemming om haar lijn naar Paddington door te trekken waarbij de perrons aldaar zo gelegd werden dat een verlenging naar het noorden mogelijk was. De NWLR kwam er niet maar de BS&WR kreeg twee stations, Kilburn Park en Maida Vale, ongeveer 120 meter ten westen van het beoogde NWLR tracé onder de A5, zodat de wijk Maida Vale toch een aansluiting op de metro kreeg. De lijn ten noorden van Paddington tot Kilburn Park werd geopend op 31 januari 1915, op 11 februari 1915 werden de diensten doorgetrokken naar Queen's Park.

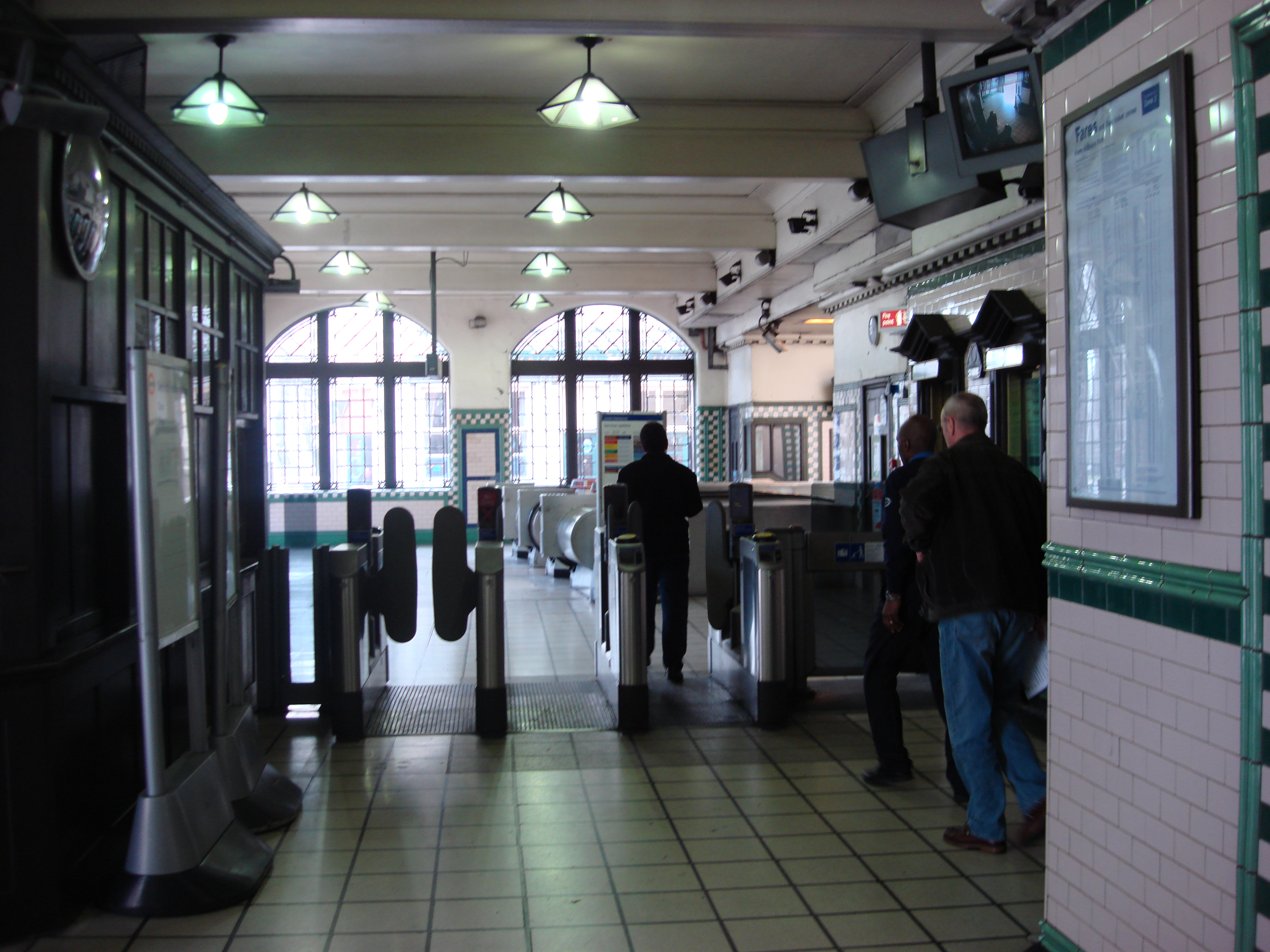
De stationshal met kaartverkoop.
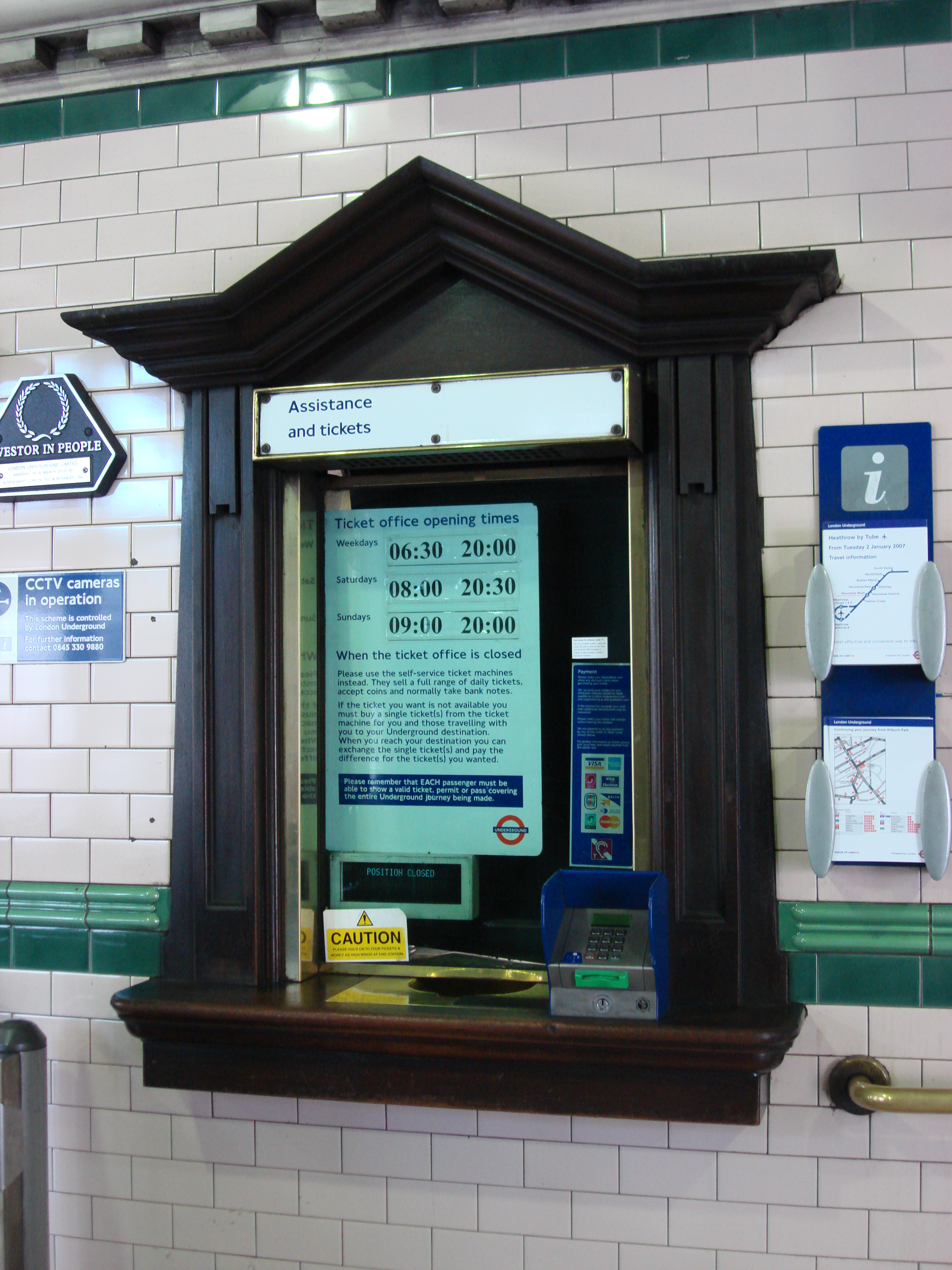
Het monumentale loket.
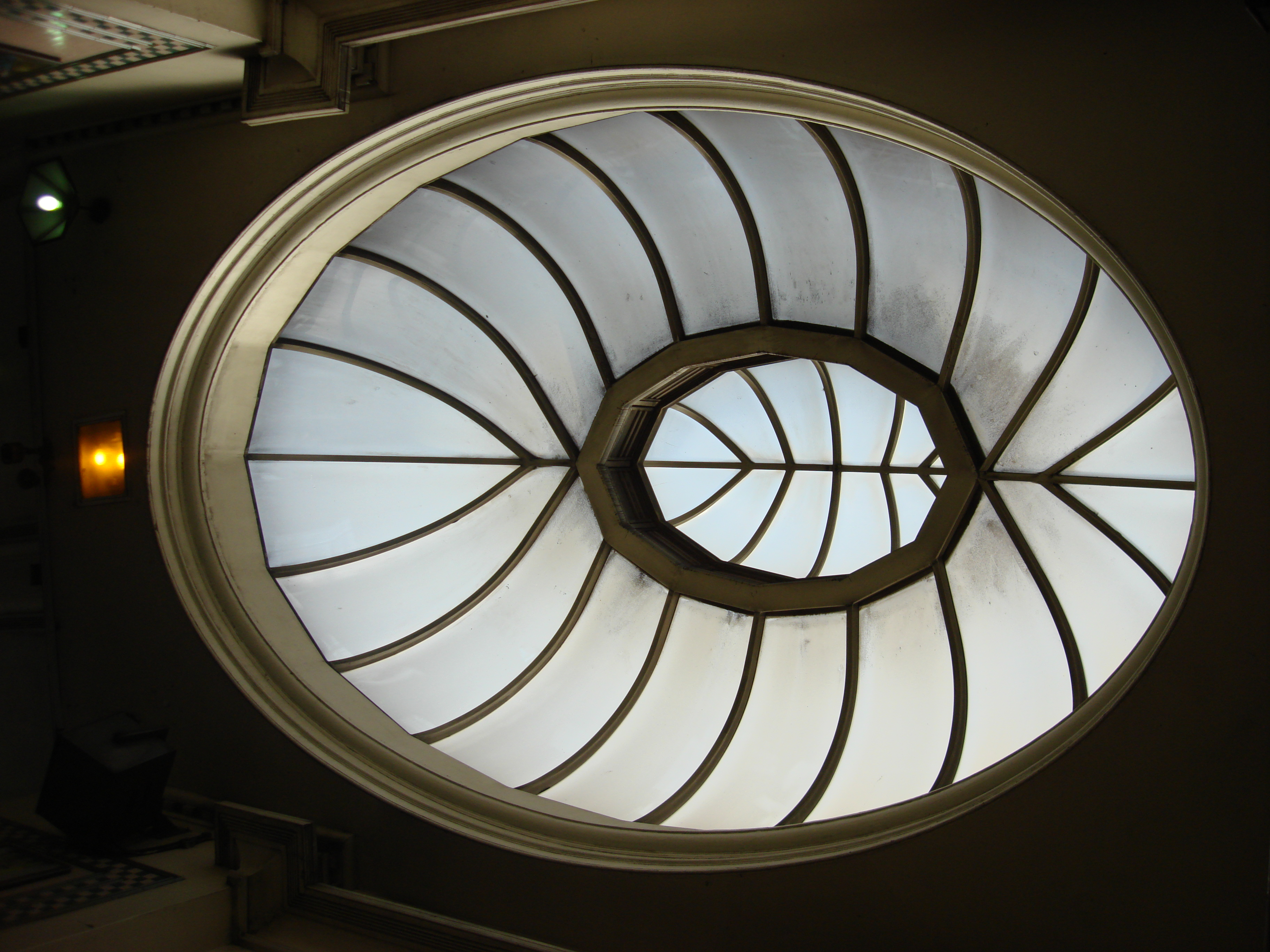
Het daklicht boven de roltrap.

## Ligging en inrichting
Kilburn Park ligt in Travelcard Zone 2 aan de Cambridge Avenue ongeveer 250 meter ten zuidwesten van Kilburn High Road van de Overground. Het stationsgebouw is ontworpen door Stanley Heaps als een aangepaste versie van de eerder door Leslie Green ontworpen stations voor de UERL met de bloedrode geglazuurde terra cotta-gevels.  De geslaagde invoering van de roltrap in 1911 bij Earl's Court en in 1912 bij Liverpool Street betekende dat de stations daarna met roltrappen in plaats van liften werden ontworpen. Zodoende werd Kilburn Park als een van de eersten ontworpen met roltrappen en dus zonder eerste verdieping voor de machinekamer van de liften. De toegang ligt aan de oostkant van het gebouw en achter de OV poortjes  is aan de westkant de roltrapgroep naar een verdeelhal tussen de perrons op 7 meter onder het maaiveld.  

Harrow & Wealdstone ·
Kenton ·
South Kenton ·
North Wembley ·
Wembley Central ·
Stonebridge park ·
Harlesden ·
Willesden Junction ·
Kensal Green ·
Queen's Park ·
Kilburn Park ·
Maida Vale ·
Warwick Avenue ·
Paddington ·
Edgware Road ·
Marylebone ·
Baker Street ·
Regent's Park ·
Oxford Circus ·
Piccadilly Circus ·
Charing Cross ·
Embankment ·
Waterloo ·
Lambeth North ·
Elephant & Castle